# Capilavastu
Capilavastu foi a capital do clã dos Xáquia, a qual pertenceu Sidarta Gautama, o futuro Buda. Segundo a tradição, era onde se localizava o palácio do rei Sudodana, seu pai, e onde Gautama teria vivido até a idade de 29 anos. O rei de Côssala, Vidudaba, suserano dos Xáquia, teria destruído a cidade do Buda vivo. Capilavastu foi situado no local de Tilauracote, na zona de Lumbini, no Nepal ou em Utar Pradexe, na Índia. A UNESCO reconheceu o sítio de Lumbini como o local de nascimento de Buda, enquanto ele teria vivido despertado na Índia.

## Galeria

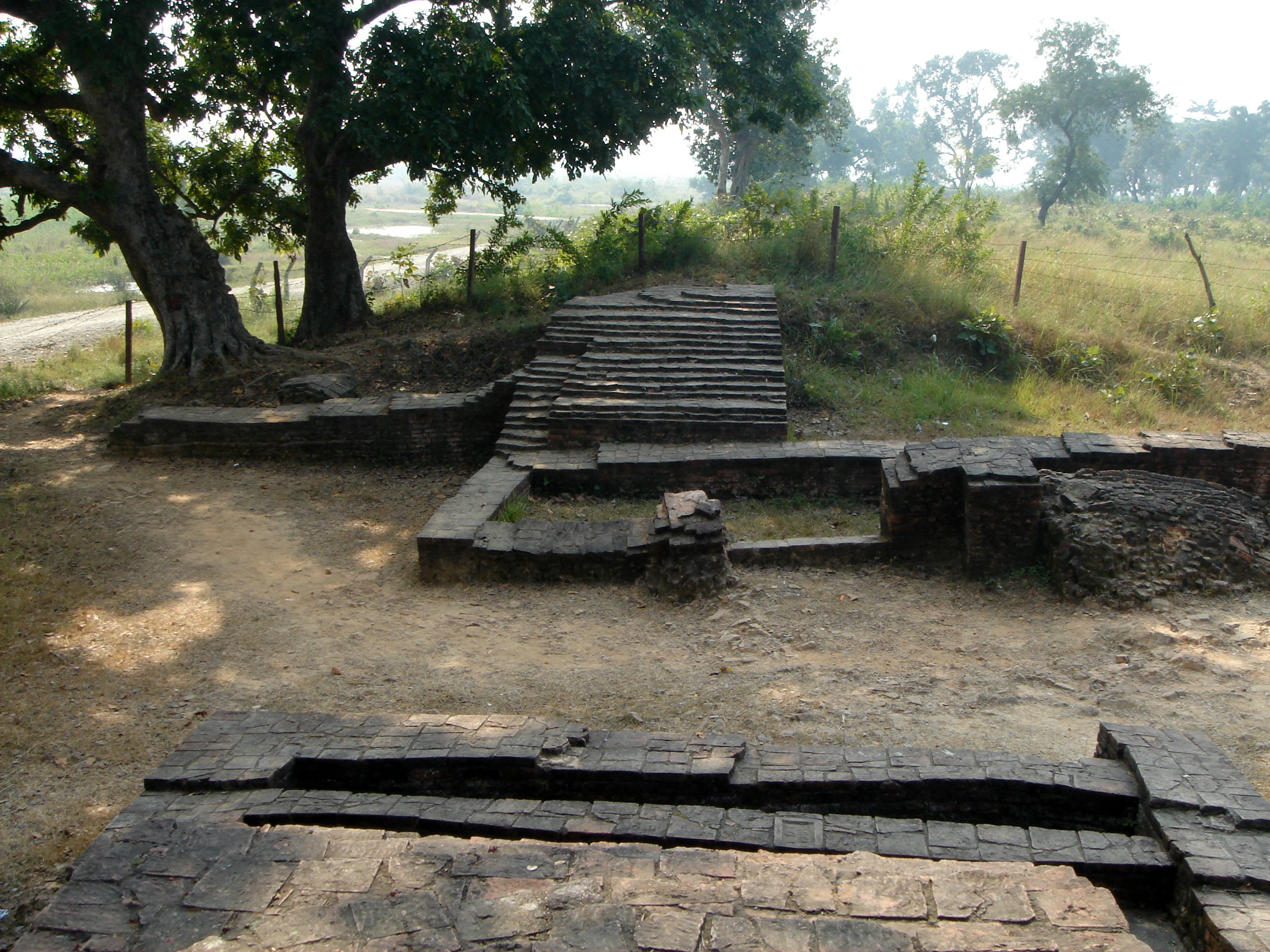
Porção leste
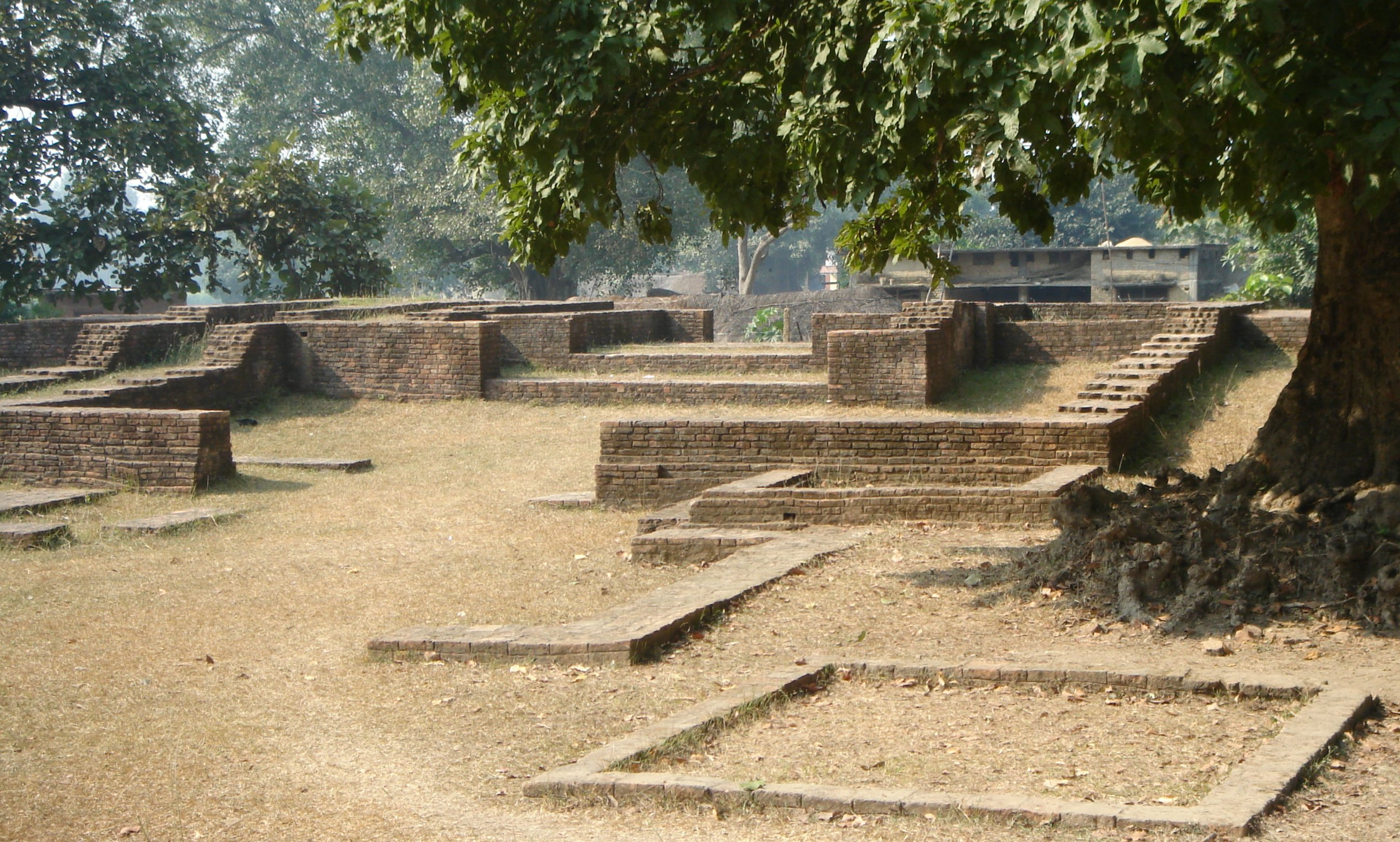
Porção oeste